# П'єр Бійон (режисер)
П'єр Бійо́н (фр. Pierre Billon, повне ім'я — П'єр Абель Бійо́н (фр. Pierre Abel Billon); 7 лютого 1901, Сен-Іпполіт-дю-Фор, Гар, Франція — 31 серпня 1981, Париж, Франція) — французький кінорежисер та сценарист.

## Біографія
П'єр Бійон починав кінематографічну кар'єру наприкінці 1920-х років як асистент режисера. У 1931 році дебютував як режисер, поставивши в Німеччині спільно з Робертом Віне франкомовний фільм-оперету «Ніч Венеції». Надалі зняв, переважно за власними сценаріями, 33 кінострічки. Серед знятих ним фільмів: «Гроші» (1936) за романом Еміля Золя з П'єром Рішаром-Вільмом у головній ролі; «Рюї Блаз» (1947, сценарій Жана Кокто за п'єсою Віктора Гюго) з Даніель Дар'є та Жаном Маре; «Венеційський купець» (1953) за В. Шекспіром з Мішелем Симоном.
У 1952 році П'єр Бійон входив до складу міжнародного журі 5-го Каннського кінофестивалю, очолюваного письменником Морісом Женевуа.

## Фільмографія
| Рік       |     | Назва українською          | Оригінальна назва           | Режисер | Сценарист |
| --------- | --- | -------------------------- | --------------------------- | ------- | --------- |
| 1931      |     | Ніч Венеції                | Nuits de Venise             | Так     |           |
| 1932      |     | Кажан                      | La chauve-souris            | Так     | Так       |
| 1932      |     | Ніч в раю                  | Une nuit au paradis         | Так     | Так       |
| 1932      |     | Чи потрібно одружуватися?  | Faut-il les marier?         | Так     |           |
| 1932      |     | Кікі                       | Kiki                        | Так     |           |
| 1932      |     | Крихітка                   | Baby                        | Так     |           |
| 1933      |     | Дочка полку                | La fille du régiment        | Так     |           |
| 1934      |     | Факір з Гранд-готелю       | Le fakir du Grand Hôtel     | Так     |           |
| 1934      |     | Будинок у дюнах            | La maison dans la dune      | Так     |           |
| 1935      |     | Другий офіс                | Deuxième bureau             | Так     |           |
| 1936      |     | Гроші                      | L'argent                    | Так     |           |
| 1936      |     | На службі у царя           | Au service du tsar          | Так     |           |
| 1937      |     | Південний поштовий         | Courrier Sud                | Так     | Так       |
| 1937      |     | Мовчазна битва             | La bataille silencieuse     | Так     | Так       |
| 1938      |     | Слід півдня                | La piste du sud             | Так     |           |
| 1943      |     | Сонце завжди праве         | Le soleil a toujours raison | Так     | Так       |
| 1943      |     | Неминучий мосьє Дюбуа      | L'inévitable M. Dubois      | Так     | Так       |
| 1943      |     | Вотрен                     | Vautrin                     | Так     | Так       |
| 1945      |     | Мадемуазель X              | Mademoiselle X              | Так     | Так       |
| 1946      |     | Людина в круглому капелюсі | L'homme au chapeau rond     | Так     |           |
| 1947      |     | Рюї Блаз                   | Ruy Blas                    | Так     |           |
| 1950      |     | До побачення, мосьє Грок   | Au revoir M. Grock          | Так     |           |
| 1950      |     | Аньєс з чого-небудь        | Agnès de rien               | Так     | Так       |
| 1950      |     | Шері                       | Chéri                       | Так     |           |
| 1951      |     | Мій друг Оскар             | Min vän Oscar               | Так     | Так       |
| 1951      |     | Мій тюлень і вони          | Mon phoque et elles         | Так     | Так       |
| 1953      |     | Венеційський купець        | Le marchand de Venise       | Так     | Так       |
| 1954      |     | Безумство                  | Delirio                     | Так     | Так       |
| 1956      |     | Підозри                    | Soupçons                    | Так     | Так       |
| 1956      |     | До останнього              | Jusqu'au dernier            | Так     | Так       |
| 1958-1996 | т/с | За останні п'ять хвилин    | Les cinq dernières minutes  |         | Так       |